# Cryptogonus orbiculus
Cryptogonus orbiculus är en skalbaggsart som först beskrevs av Leonard Gyllenhaal 1808.  Cryptogonus orbiculus ingår i släktet Cryptogonus och familjen nyckelpigor. Inga underarter finns listade i Catalogue of Life.